# Sarah Lancashire

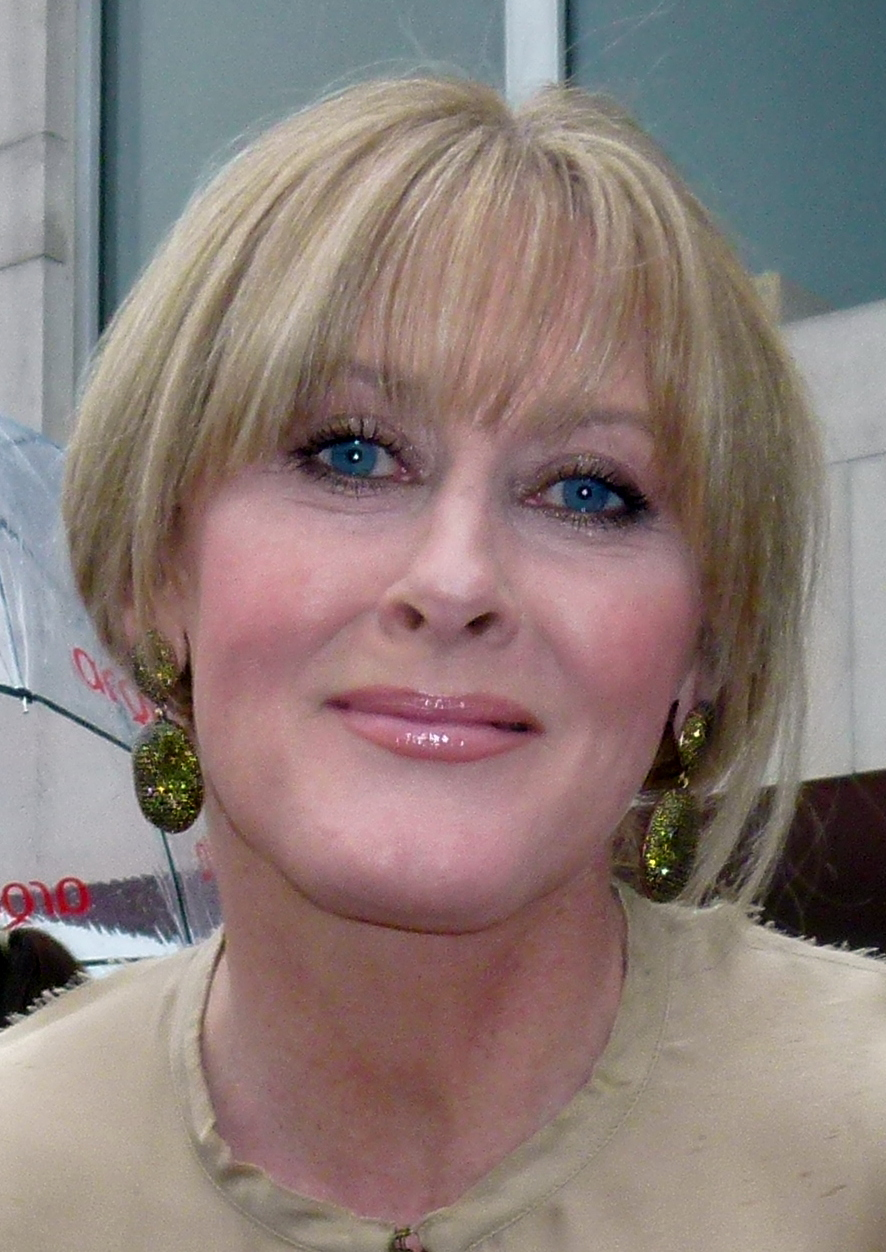
Sarah Lancashire (2013)

Sarah-Jane Abigail Lancashire OBE (* 10. Oktober 1964) ist eine britische Schauspielerin.

## Karriere
Ihre Karriere begann Lancashire Ende der 1980er-Jahre und sie war seither in mehr als 40 Produktionen zu sehen, wobei ihr Schwerpunkt auf dem Fernsehen liegt.

## Filmografie (Auswahl)

### Filme
- 1992: Exam Conditions (Fernsehfilm)
- 1995: Coronation Street: The Feature Length Special
- 2000: Seeing Red (Fernsehfilm)
- 2000: My Fragile Heart (Fernsehfilm)
- 2001: Gentlemen’s Relish (Fernsehfilm)
- 2001: Back Home (Fernsehfilm)
- 2002: The Cry (Fernsehfilm)
- 2002: Birthday Girl (Fernsehfilm)
- 2003: Sons & Lovers (Fernsehfilm)
- 2005: Cherished (Fernsehfilm)
- 2006: Angel Cake (Fernsehfilm)
- 2007: Sex, the City and Me (Fernsehfilm)
- 2007: Die Zeit, die uns noch bleibt (When Did You Last See Your Father?)
- 2015: The Dresser (Fernsehfilm)
- 2016: Dad’s Army
- 2019: Yesterday
- 2021: Everybody’s Talking About Jamie

### Fernsehserien
- 1987–2000: Coronation Street (532 Folgen)
- 1988: Dramarama (eine Folge)
- 1989: Bradley (eine Folge)
- 1989: Watching (eine Folge)
- 1991: About Face (eine Folge)
- 1997: Bloomin’ Marvellous (8 Folgen)
- 1997–1999: Where the Heart Is (30 Folgen)
- 1998: Verdict (eine Folge)
- 1999: Murder Most Horrid (eine Folge)
- 2000: Clocking Off (6 Folgen)
- 2000: Masterpiece Theatre (eine Folge)
- 2000: Chambers (6 Folgen)
- 2001: The Glass (Miniserie, 6 Folgen)
- 2002–2005: Rose and Maloney (11 Folgen)
- 2005: The Rotters’ Club (3 Folgen)
- 2007: Skins – Hautnah (Skins UK, eine Folge)
- 2007: Oliver Twist (Miniserie, 5 Folgen)
- 2008: Doctor Who (eine Folge)
- 2008–2011: Lark Rise to Candleford (Fernsehserie, 40 Folgen, Stimme)
- 2009: Emily Brontë’s Sturmhöhe (Wuthering Heights, Miniserie, 2 Folgen)
- 2009: All the Small Things (6 Folgen)
- 2010: Five Daughters (Miniserie, 3 Folgen)
- 2010: George Gently – Der Unbestechliche (Inspector George Gently, eine Folge)
- 2012: Rückkehr ins Haus am Eaton Place (Upstairs Downstairs, eine Folge)
- 2012–2013: The Paradise (10 Folgen)
- 2012–2020: Last Tango in Halifax (24 Folgen)
- 2014–2023: Happy Valley – In einer kleinen Stadt (Happy Valley, 18 Folgen)
- 2022–2023: Julia
- 2024: Black Doves (Fernsehserie, 6 Folgen)